# سرزمین تاریک
سرزمین تاریک (به انگلیسی: Darkland) یا در امتداد جهان (به دانمارکی: Underverden) یک فیلم جنایی با کارگردانی فنار احمد ومحصول سال ۲۰۱۷ دانمارک است. این فیلم یکی از سه فیلم دانمارکی‌ای بود که برای شرکت در نودمین دورهٔ جوایز اسکار مورد نظر بود، اگرچه سرانجام فیلم دیگری به جای آن در این دوره از جوایز اسکار شرکت داده‌شد. دار سلیم، استینه فیشر کریستنسن، علی سیوندی و رولاند مولر در این فیلم به ایفای نقش پرداخته‌اند.

## داستان
سعید (با بازی دار سلیم) یک مهاجر عراقی‌تبار است که در جامعهٔ دانمارک به خوبی پذیرفته شده و به عنوان جراحی محترم مشغول به کار است. یاسین برادر سعید که غرق در جریانات گروه‌های تبهکار متشکل از هم‌تباران عراقی‌اش است، پس از اینکه به دردسر می‌افتد از سعید درخواست کمک می‌کند ولی سعید او را جدی نمی‌گیرد. به زودی یاسین که سخت مورد جراحت قرار گرفته را به بیمارستان می‌آورند و او بر اثر شدت جراحات جان می‌سپارد. سعید وقتی که از پی‌گیری پلیس ناامید شده تصمیم می‌گیرد خودش دست به کار شده و انتقام خون برادرش را بگیرد.